# Хамерани, Оттоне

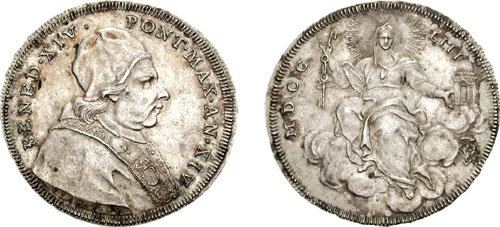
Скудо Бенедикта XI, подпись — «O HAMERANI»

Оттоне (Отто) Хамерани (итал. Ottone Hamerani, 5 ноября 1694, Рим — 21 марта 1761, Рим) — итальянский медальер.
Сын медальера Джованни Мартино Хамерани, работавшего на папском монетном дворе. Первоначально готовился стать рисовальщиком и живописцем, но затем вернулся к традиционному семейному занятию — медальерному искусству. В 1734 году назначен пожизненным мастером папского монетного двора. Создал ряд медалей, а также штемпеля монет пап Климента XII, Бенедикта XIV и Климента XIII.
Свои работы подписывал: «O.H.», «OTTO HAMERAN», «O HAMERANI», «OTTO.HAMERANI.F.» и др.